# Икарус B-5
Икарус B-5  је југословенски експериментални двомоторни, нискокрилни авион дрвене конструкције са затвореном кабином, у коме је пилот био у лежећем положају. Конструисао га је Драгољуб Бешлин на основу свог претходно не реализованог пројекта B-1. Авион је први пут полетео 10. септембра 1940. У Априлском рату су га заробили Немци и однели у Немачку где су га детаљно испитали.

## Пројектовање и развој
Када је 1937. године Драгољуб Бешлин дошао на рад у Земун наставио је да у слободно време ради на пројекту авиона B-5 код којег је пилот био у лежећем положају, да лакше издржи оптерећења при извлачењу из обрушавања. Израда прототипа тог оригиналног авиона је започела 1939. г. а довршена 1940. г. а израђен је у „Икарусу“, полетео је 10. септембра 1940. и успешно је испитан у лету. Достигнуто је безбедно оптерећење пилота при вађењу из стрмог понирања 7,9 g, што је потврђивало исправност основне идеје конструктора. То је истовремено био и први остварени и испитани модерни авион у свету са пилотом у лежећем ставу. Све остало је било прекинуто Априлским ратом. После Другог светског рата на основу овог авиона су развијени такође експериментални авиони ове класе Икарус 232 "Пионир" и Икарус 451.

## Технички опис
Авион Икарус B-5 је двомоторни, једносед нискокрилац дрвене конструкције (крило, репне површине и труп) са фиксним стајним трапом, намењен је за утврђивање утицаја g-оптерећења на пилота у лежећем положају.
Попречни пресек трупа авиона је био округлог облика, малих димензија с обзиром да је пилот био у лежећем положају. Носећа структура трупа авиона Икарус B-5 је била дрвена пресвучена дрвеном лепенком. На горњој страни трупа су се налазила велика врата која су омогућавала пилоту да уђе у кабину, а на кљуну се налазио сферични кљун направљен од плексигласа да би пилот имао што бољу прегледност.
Авион је био опремљен са два француска ваздухом хлађеним линијска четвороцилиндрична мотора са висећим цилиндрима (цилиндри су окренути на доле), Train 4E-01 снаге од 37 до 41 kW. На вратила мотора је биле причвршћене двокраке дрвене вучне елиса непроменљивог (фиксног) корака.
Крила су била дрвене конструкције, конзолна и самоносећа са две рамењаче, трапезастог облика са благо заобљеним крајевима, обложена импрегнираним платном. Нападна ивица крила је била управна на осу авиона. Покретни делови крила су имали конструкцију направљену од дрвета а облогу од импрегнираног платна и били су причвршћени за другу рамењачу.
На крилима су се налазиле гондоле у које су се уграђивали мотори. Носачи мотора су били од челичних заварених цеви. Капотажа мотора и носачи су били обложени алуминијумским лимом, на предњој старни капотаже се налазио отвор кроз који је улазио хладан ваздух за хлађење мотора а загрејани ваздух из моторног простора је излазио кроз "шкрге" које су се налазиле на бочним странама капотаже. Издувне цеви из цилиндара мотора су изведене кроз капотажу мотора на трбух испод мотора авиона тако да издувни гасови и бука нису сметали пилоту у кабини.
Конструкције хоризонталних и вертикалних стабилизатора као и кормила правца и висине су били направљени као дрвене конструкције, обложени импрегнираним платном. Хоризонтални стабилизатори су са крутим упорницама били причвршћени за труп авиона.
Стајни трап овог авиона је био класичан фиксан са точковима на којима су се налазиле нископритисне гуме. Амотризација се обављала помоћу опруга које су се налазиле у носећим стубовима стајног трапа. Предње ноге стајног трапа су биле причвршћене за гондоле у којима су били смештени мотори на крилима авиона. На репу авиона се налазила класична еластична дрљача.

## Оперативно коришћење
Авион B-5 се налазио на дан почетка рата у фабрици Икарус и запленили су га немачке окупационе власти. Из летећег модела B-5 је требало да се развије авион за обрушавање. Авион Икарус B-5 је имао два мотора француске фирме Траин 4Е-01 (опремљеним са карбуратором фирме Зенит и магнетима R.B.).
Један немачки пилот је покушао да лети на B-5 на земунском аеродрому у јесен 1941. г., али безуспешно. У пролеће 1942. г. B-5 је одвезен у Немачку на испитивање, а његова даља судбина је остала непозната.

## Земље које су користиле овај авион
| - Краљевина Југославија - Трећи рајх |